# Pastis & Buenri
Pastis & Buenri (ou Pastis y Buenri) est un duo de producteurs et disc jockey espagnols de musique électronique. Il est composé de David Àlvarez Tudela et David Pàmies Sabatés, qui jouent principalement de la makina et de la techno hardcore. 
Initialement, chacun de ces deux artistes possède un parcours musical bien distinct, mais le duo représente lui-même sa propre histoire. Les deux membres sont considérés par la presse spécialisée comme « des figures les plus importantes de la scène makina agressive en Espagne. » Ils sont également considérés par la presse espagnole de « deux légendes de la musique nationale. »

## Histoire
Pastis & Buenri est formé par David Àlvarez Tudela (né en avril 1973 à Gérone) et David Pàmies Sabatés au début des années 1990 en Espagne. À partir de 1992, le duo devient la principale attraction de la désormais célèbre discothèque Xque, et vient même à former un groupe musical homonyme représentant la discothèque, en association avec deux autres artistes - César Benito et Gerard Requena. Dans une entrevue avec Emoxion, ils attribuent à leur amitié le secret de leur réussite. En 1996, leur titre Pildo atteint la deuxième place des classements musicaux espagnols. À cette période, ils animent aussi les soirées Pont Aeri.
Au début des années 2000, le groupe apparaît en direct, parmi DJ Skudero et Xavi Metralla, à la télévision dans une émission intitulée Música sí, diffusée sur la chaîne télévisée espagnole TVE1. Le groupe publie de nombreuses compilations mixées parmi lesquelles DJ Makina vol. 3 en 2003 en France, distribuée par Wagram Music. En 2004, ils sont reconnus comme les pionniers de la makina et de la techno à travers l'Europe. En 2011, le magazine Rolling Stone recense la plupart des reprises du titre Wonderwall du groupe Oasis, incluant celle en version makina de Pastis & Buenri.
Depuis le débuts des années 2020, ils jouent sous la bannière Makina Legends, aux côtés d'autres piliers de la makina tels que DJ Sisu et DJ Nau.

## Singles
| Année                                                    | Single                                                | Classement | Album              |
| Année                                                    | Single                                                | ESP        | Album              |
| -------------------------------------------------------- | ----------------------------------------------------- | ---------- | ------------------ |
| 1996                                                     | Pildo                                                 | 2          | Singles uniquement |
| 1997                                                     | Vol. 1 - Attack (The New Generation)                  | —          | Singles uniquement |
| 1997                                                     | Vol. 2 - In Vino Veritas                              | —          | Singles uniquement |
| 1998                                                     | Amazon-E' (avec CJ Rolo)                              | —          | Singles uniquement |
| 1998                                                     | The Noise Sindicate (avec Frank T.R.A.X.)             | —          | Singles uniquement |
| 1998                                                     | Adrenalin                                             | —          | Singles uniquement |
| 2000                                                     | Game Over II (avec DJ Ruboy)                          | —          | Singles uniquement |
| 2000                                                     | I Need Your Lovin / Different Melody (avec DJ Uraken) | —          | Singles uniquement |
| 2002                                                     | I'm Sailing / Hypnotize                               | —          | Singles uniquement |
| 2004                                                     | Stripped (remix)                                      | —          | Singles uniquement |
| « — » montre que le single n'a atteint aucun classement. |                                                       |            |                    |